# Yêu sách của Trung Quốc đối với Palawan
Vào đầu năm 2025, một số bài đăng trên các nền tảng mạng xã hội của Trung Quốc đã lan truyền thông tin cho rằng tỉnh đảo Palawan của Philippines từng là một phần của Trung Quốc. Những bài đăng này không cung cấp bằng chứng và tuyên bố rằng Palawan từng được biết đến với tên gọi Đảo Trịnh Hòa, theo tên của đô đốc Trịnh Hòa. Trong khi đó, chính phủ Trung Quốc không chính thức tuyên bố chủ quyền đối với Palawan, nhưng lại tuyên bố chủ quyền đối với toàn bộ Biển Đông. Các cơ quan thuộc chính phủ Philippines đã phản đối những tuyên bố liên quan đến Palawan này.

## Bối cảnh
Cộng hòa Nhân dân Trung Hoa đã tuyên bố chủ quyền đối với hầu hết Biển Đông mặc dù phán quyết của Tòa Trọng tài năm 2016 đã bác bỏ tính hợp lệ của tuyên bố đường chín đoạn theo Công ước Liên hợp quốc về Luật biển. Điều này dẫn đến việc Trung Quốc đang có tranh chấp lãnh thổ với các quốc gia xung quanh vùng biển này, bao gồm Philippines. Đáng chú ý, Palawan nằm ngoài đường chín đoạn.
Mặc dù rung Quốc không tuyên bố chủ quyền đối với Palawan, một hòn đảo nằm dưới quyền quản lý như một tỉnh của Philippines, nhưng vào đầu năm 2025, một số bài đăng trên mạng xã hội nước này đã cho rằng Palawan từng là một phần của Trung Quốc và được gọi là đảo Trịnh Hòa. Cụ thể, các bài đăng trên Weibo và RedNote đã tuyên bố đô đốc Trịnh Hòa đã từng đến thăm Palawan vào những năm 1300 và 1400, ngụ ý rằng hòn đảo này là một phần của Trung Quốc và nên được "trả lại" cho Trung Quốc. Ngoài ra, một bài đăng khác còn cho rằng Trung Quốc đã "khôi phục" tên gọi của Palawan, làm tăng thêm sự tranh cãi trong vấn đề này.

## Phản ứng
Vào ngày 4 tháng 3, Ủy ban Lịch sử Quốc gia Philippines (NHCP) đã phát đi một tuyên bố khẳng định rằng Palawan "luôn thuộc về người Philippines" và không có bằng chứng lịch sử nào cho thấy nơi đây có một cộng đồng người Trung Quốc thường trú. Tuyên bố cho biết, từ năm 1521, nhà biên niên sử Antonio Pigafetta đã ghi nhận rằng "Palawan có các cộng đồng có sự tương đồng về văn hóa" với phần còn lại của quần đảo Philippines. Họ cũng cho biết rằng các bản đồ và hiệp ước xác nhận Palawan là một phần của Hồi quốc Sulu và sau đó là Tổng đốc Philippines thuộc Đế quốc Tây Ban Nha. Palawan được khẳng định là một phần của Philippines theo Hiệp ước Paris năm 1898 và Hiệp ước Washington năm 1900.
Nhà sử học người Philippines gốc Hoa, Tăng Hoa Thiệu, cho rằng Trịnh Hòa chưa bao giờ đến thăm Philippines và các bản đồ của Trung Quốc, cả chính thức lẫn không chính thức, đều ghi nhận Hải Nam là lãnh thổ cực nam của Trung Quốc. Ông cho biết rằng chỉ đến năm 1947, dưới sự lãnh đạo của Đảng Cộng sản Trung Quốc, nước này mới bắt đầu tuyên bố chủ quyền đối với các vùng nước gần Palawan. Cố vấn An ninh Quốc gia, Bộ trưởng Bộ Nội vụ và Chính quyền địa phương Eduardo Año đã lên án tuyên bố này là "sự bịa đặt", đồng thời nhấn mạnh rằng các bài đăng trên mạng xã hội không phải là từ các trang web chính thức của chính phủ Trung Quốc hoặc từ các phương tiện truyền thông chính thống.
Trong khi đó, Hội đồng Hàng hải Quốc gia (NMC) đã cáo buộc các bài đăng trên mạng xã hội là một phần trong chiến tranh nhận thức do chính phủ Trung Quốc phát động. Một số ý kiến trong quân đội và các cơ quan an ninh Philippines cũng cho rằng đây là một phần của chiến tranh thông tin.
Ian Chong, một nhà khoa học chính trị tại Đại học Quốc gia Singapore, đã đưa ra ý kiến cho rằng thông tin gây tranh cãi này có thể được chấp nhận một cách chính thức nhằm mục đích kích thích phản ứng từ phía đối phương của chính phủ Trung Quốc. Ông giải thích rằng trong khi làm như vậy, nhà nước Trung Quốc có thể phủ nhận trách nhiệm một cách hợp lý. Chong cũng so sánh tuyên bố về Palawan với những quan điểm tương tự, khi cũng cho rằng Okinawa và Siberia nên thuộc về Trung Quốc.